# Acropogon chalopiniae
Acropogon chalopiniae là một loài thực vật có hoa trong họ Cẩm quỳ. Loài này được Morat mô tả khoa học đầu tiên năm 2005.